# Siriella sinensis
Siriella sinensis är en kräftdjursart som beskrevs av Ii 1964. Siriella sinensis ingår i släktet Siriella och familjen Mysidae. Inga underarter finns listade i Catalogue of Life.